# 고스트 (GHOST)
《고스트 (GHOST)》는 대한민국의 음악 그룹 스피카의 5번째 디지털싱글 앨범이다.
2014년 10월 30일 타이틀곡 고스트(GHOST)의 첫번째 티져가 공개되었고, 3일 타이틀곡 고스트(GHOST)의 두번째 티져가 공개, 5일 전곡 음원 공개되었다.

## 수록곡
| # | 제목                  | 작사   | 작곡           | 편곡                   | 재생 시간 |
| 1 | 고스트(GHOST)         | 송수윤 | 한재호, 김승수 | 한재호, 김승수, 홍승현 | 3:24      |
| 2 | 고스트(GHOST) (Inst.) |        | 한재호, 김승수 | 한재호, 김승수, 홍승현 | 3:24      |